# Elecciones parlamentarias de Noruega de 1933

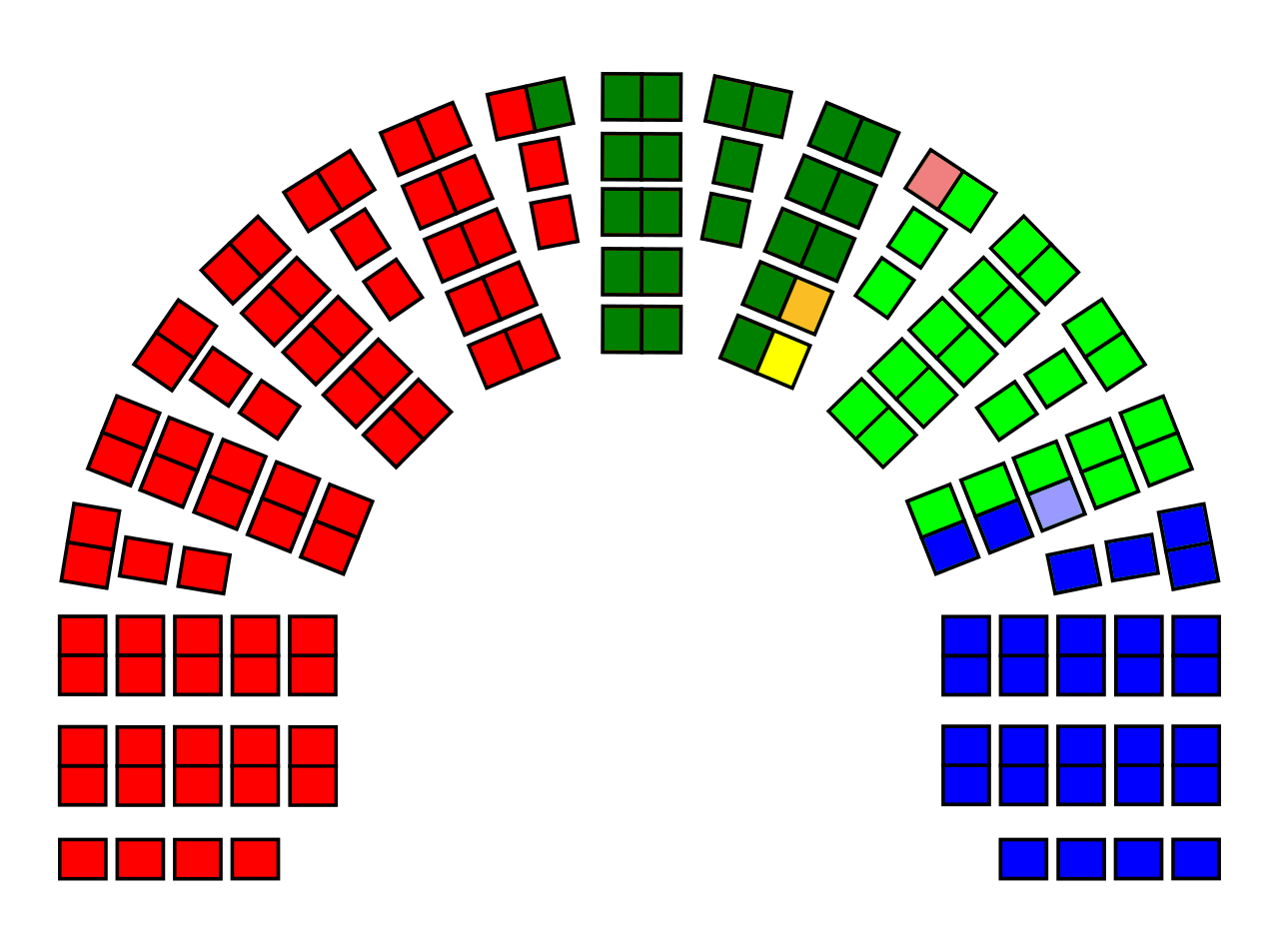
La distribución de mandatos después de las elecciones del Storting de 1933, ilustrada con escaños.

Las elecciones parlamentarias de Noruega fueron realizadas el 16 de octubre de 1933. El resultado fue el triunfo del Partido Laborista, el cual ganó 69 de los 150 escaños en el Storting.

## Resultados
| Partido                                | Votos     | %    | Escaños | +/–   |
| -------------------------------------- | --------- | ---- | ------- | ----- |
| Partido Laborista                      | 500.526   | 40.1 | 69      | +22   |
| Høyre*                                 | 252.506   | 20.2 | 30      | –9    |
| Partido Popular de Libre Pensamienrto* | 252.506   | 20.2 | 0       | –2    |
| Venstre                                | 213.153   | 17.7 | 24      | –9    |
| Partido del Centro                     | 173.634   | 13.9 | 23      | –2    |
| Nasjonal Samling                       | 27.850    | 2.2  | 0       | Nuevo |
| Partido Comunista                      | 22.773    | 1.8  | 0       | 0     |
| Partido Popular de Libre Pensamiento*  | 20.184    | 1.6  | 1       | –2    |
| Partido Sociedad                       | 18.786    | 1.5  | 1       | Nuevo |
| Partido Demócrata Cristiano            | 10.272    | 0.8  | 1       | Nuevo |
| Partido Popular Radical                | 6.858     | 0.5  | 1       | 0     |
| Otros partidos                         | 2.130     | 0.2  | 0       | –     |
| Votos salvajes                         | 14        | 0.0  | –       | –     |
| Votos en blanco/nulos                  | 6.352     | –    | –       | –     |
| Total                                  | 1.255.038 | 100  | 150     | 0     |
| Participación electoral                | 1.643.498 | 76.4 | –       | –     |
| Fuente: Nohlen & Stöver                |           |      |         |       |

*El Høyre y el Partido Popular Liberal continuaron con su alianza, pero en algunas circunscripciones, este último corrío en listas separadas.